# A magyar labdarúgó-válogatott 2024. március 26-i mérkőzése
Ez volt a magyar labdarúgó-válogatottnak a 2024-es évben a második mérkőzése, 2024. március 26-án, a Koszovó válogatottja ellenfeleként, amely egyúttal a magyar labdarúgó-válogatott 988. hivatalos mérkőzése volt. A magyar válogatott 2–0-ra győzött, Szoboszlai Dominik és Nagy Zsolt találataival. Ezzel a mérkőzéssel már 14 találkozó óta veretlen a magyar nemzeti tizenegy.

## Előzmények
A magyar labdarúgó-válogatottnak a koszovói nemzeti együttes elleni eddigi még nem volt hivatalos mérkőzése.

## Keretek
megjegyzés: A táblázatokban szereplő adatok a mérkőzés előtti állapotnak megfelelőek.
A magyarok keretét 2024. március 12-én hirdette ki Marco Rossi szövetségi kapitány. A csapatból sérülés miatt kimaradt Fiola Attila és Kalmár Zsolt. Visszatért Varga Barnabás, Kleinheisler László, Schäfer András és Willi Orbán. Március 21-én az MLSZ bejelentette, hogy Orbán kisebb közelítőizom panaszai miatt nem kockáztatják meg a játékát. Március 26-án kisebb sérülése miatt Kerkez Milos szerepléséről is lemondott a kapitány.
| Magyarország                         | Magyarország                         | Magyarország                         | Magyarország                         | Magyarország                         | Magyarország                         | Magyarország                         | Magyarország  |
| P.                                   | Név                                  | Születési idő és életkor             | Vál.                                 | Gól                                  | Klub                                 | Utolsó válogatottság                 | Érték*        |
| ------------------------------------ | ------------------------------------ | ------------------------------------ | ------------------------------------ | ------------------------------------ | ------------------------------------ | ------------------------------------ | ------------- |
| K                                    | Gulácsi Péter                        | 1990. május 6. (33 évesen)           | 52                                   | 0                                    | RB Leipzig                           | 2024.03.22-én Törökország ellen      | 3.500.000 €   |
| K                                    | Dibusz Dénes                         | 1990. november 16. (33 évesen)       | 34                                   | 0                                    | Ferencváros                          | 2023.11.19-én Montenegró ellen       | 2.500.000 €   |
| K                                    | Tóth Balázs                          | 1997. szeptember 4. (26 évesen)      | 0                                    | 0                                    | Fehérvár FC                          | —                                    | 450.000 €     |
| V                                    | Balogh Botond                        | 2002. június 6. (21 évesen)          | 3                                    | 0                                    | Parma                                | 2024.03.22-én Törökország ellen      | 900.000 €     |
| V                                    | Dárdai Márton                        | 2002. február 12. (22 évesen)        | 1                                    | 0                                    | Hertha BSC                           | 2024.03.22-én Törökország ellen      | 2.500.000 €   |
| V                                    | Lang Ádám                            | 1993. január 17. (31 évesen)         | 66                                   | 1                                    | Omónia                               | 2024.03.22-én Törökország ellen      | 600.000 €     |
| V                                    | Mocsi Attila                         | 2000. május 29. (23 évesen)          | 0                                    | 0                                    | Rizespor                             | —                                    | 1.800.000 €   |
| V                                    | Willi Orbán                          | 1992. november 3. (31 évesen)        | 43                                   | 6                                    | RB Leipzig                           | 2023.09.10-én Csehország ellen       | 10.000.000 €  |
| V                                    | Szalai Attila                        | 1998. január 20. (26 évesen)         | 42                                   | 1                                    | SC Freiburg                          | 2024.03.22-én Törökország ellen      | 10.000.000 €  |
| V                                    | Szalai Gábor                         | 2000. június 9. (23 évesen)          | 0                                    | 0                                    | FC Lausanne                          | —                                    | 650.000 €     |
| KP                                   | Bolla Bendegúz                       | 1999. november 22. (24 évesen)       | 15                                   | 0                                    | Servette                             | 2024.03.22-én Törökország ellen      | 1.800.000 €   |
| KP                                   | Kerkez Milos                         | 2003. november 7. (20 évesen)        | 14                                   | 0                                    | Bournemouth                          | 2024.03.22-én Törökország ellen      | 20.000.000 €  |
| KP                                   | Kleinheisler László                  | 1994. április 8. (29 évesen)         | 48                                   | 3                                    | Hajduk Split                         | 2024.03.22-én Törökország ellen      | 1.500.000 €   |
| KP                                   | Nagy Ádám                            | 1995. június 17. (28 évesen)         | 78                                   | 2                                    | Spezia                               | 2024.03.22-én Törökország ellen      | 1.000.000 €   |
| KP                                   | Nagy Zsolt                           | 1993. május 25. (30 évesen)          | 17                                   | 2                                    | Puskás Akadémia                      | 2024.03.22-én Törökország ellen      | 600.000 €     |
| KP                                   | Nego Loïc                            | 1991. január 15. (33 évesen)         | 34                                   | 2                                    | Le Havre                             | 2024.03.22-én Törökország ellen      | 1.000.000 €   |
| KP                                   | Schäfer András                       | 1999. április 13. (24 évesen)        | 23                                   | 3                                    | Union Berlin                         | 2024.03.22-én Törökország ellen      | 4.000.000 €   |
| KP                                   | Callum Styles                        | 2000. március 28. (23 évesen)        | 19                                   | 0                                    | Barnsley                             | 2024.03.22-én Törökország ellen      | 2.500.000 €   |
| CS                                   | Ádám Martin                          | 1994. november 6. (29 évesen)        | 20                                   | 3                                    | Ulszan Hyundai                       | 2024.03.22-én Törökország ellen      | 1.000.000 €   |
| CS                                   | Gazdag Dániel                        | 1996. március 2. (28 évesen)         | 23                                   | 4                                    | Philadelphia Union                   | 2023.11.19-én Montenegró ellen       | 8.000.000 €   |
| CS                                   | Horváth Krisztofer                   | 2002. január 8. (22 évesen)          | 2                                    | 0                                    | Kecskeméti TE                        | 2023.11.19-én Montenegró ellen       | 900.000 €     |
| CS                                   | Sallai Roland                        | 1997. május 22. (26 évesen)          | 47                                   | 12                                   | SC Freiburg                          | 2024.03.22-én Törökország ellen      | 12.000.000 €  |
| CS                                   | Szoboszlai Dominik                   | 2000. október 25. (23 évesen)        | 39                                   | 11                                   | Liverpool                            | 2024.03.22-én Törökország ellen      | 75.000.000 €  |
| CS                                   | Vancsa Zalán                         | 2004. október 25. (19 évesen)        | 1                                    | 0                                    | Lommel SK                            | 2022.06.07-én Olaszország ellen      | 900.000 €     |
| CS                                   | Varga Barnabás                       | 1994. október 25. (29 évesen)        | 8                                    | 4                                    | Ferencváros                          | 2024.03.22-én Törökország ellen      | 2.000.000 €   |
| Játékosok értéke összesen:           | Játékosok értéke összesen:           | Játékosok értéke összesen:           | Játékosok értéke összesen:           | Játékosok értéke összesen:           | Játékosok értéke összesen:           | Játékosok értéke összesen:           | 165.100.000 € |
| A keret átlagéletkora:               | A keret átlagéletkora:               | A keret átlagéletkora:               | A keret átlagéletkora:               | A keret átlagéletkora:               | A keret átlagéletkora:               | A keret átlagéletkora:               | 26,8 év       |
| A keret átlag válogatottságok száma: | A keret átlag válogatottságok száma: | A keret átlag válogatottságok száma: | A keret átlag válogatottságok száma: | A keret átlag válogatottságok száma: | A keret átlag válogatottságok száma: | A keret átlag válogatottságok száma: | 25,2          |
| Szövetségi kapitány: Marco Rossi     |                                      |                                      |                                      |                                      |                                      |                                      |               |

Franco Fonda szövetségi kapitány március 15-én hirdette ki az Örményország és Magyarország ellen készülő koszovói válogatott keretét.
| Koszovó                              | Koszovó                              | Koszovó                              | Koszovó                              | Koszovó                              | Koszovó                              | Koszovó                              | Koszovó      |
| P.                                   | Név                                  | Születési idő és életkor             | Vál.                                 | Gól                                  | Klub                                 | Utolsó válogatottság                 | Érték*       |
| ------------------------------------ | ------------------------------------ | ------------------------------------ | ------------------------------------ | ------------------------------------ | ------------------------------------ | ------------------------------------ | ------------ |
| K                                    | Arijanet Murić                       | 1999. november 7. (24 évesen)        | 37                                   | 0                                    | Burnley FC                           | 2024.03.22-én Örményország ellen     | 7.000.000 €  |
| K                                    | Visar Bekaj                          | 1997. május 24. (26 évesen)          | 6                                    | 0                                    | Hatayspor                            | 2023.11.21-én Fehéroroszország ellen | 350.000 €    |
| K                                    | Ilir Avdyli                          | 1990. május 20. (33 évesen)          | 0                                    | 0                                    | KF Llapi                             | —                                    | 75.000 €     |
| V                                    | Amir Rrahmani                        | 1994. február 24. (30 évesen)        | 54                                   | 6                                    | Napoli                               | 2023.09.12-én Románia ellen          | 20.000.000 € |
| V                                    | Fidan Aliti                          | 1993. október 3. (30 évesen)         | 52                                   | 1                                    | Alanyaspor                           | 2024.03.22-én Örményország ellen     | 900.000 €    |
| V                                    | Lumbardh Dellova                     | 1999. január 1. (25 évesen)          | 8                                    | 0                                    | FC Ballkani                          | 2024.03.22-én Örményország ellen     | 600.000 €    |
| V                                    | Mirlind Kryeziu                      | 1997. január 26. (27 évesen)         | 10                                   | 0                                    | FC Zürich                            | 2023.03.28-án Andorra ellen          | 200.000 €    |
| V                                    | Leart Paqarada                       | 1994. október 8. (29 évesen)         | 28                                   | 1                                    | 1. FC Köln                           | 2024.03.22-én Örményország ellen     | 2.000.000 €  |
| V                                    | Ilir Krasniqi                        | 2000. április 2. (23 évesen)         | 6                                    | 0                                    | KF Llapi                             | 2024.03.22-én Örményország ellen     | 500.000 €    |
| V                                    | Mërgim Vojvoda                       | 1995. február 1. (29 évesen)         | 53                                   | 2                                    | Torino FC                            | 2024.03.22-én Örményország ellen     | 3.500.000 €  |
| V                                    | Florent Hadergjonaj                  | 1994. július 31. (29 évesen)         | 32                                   | 1                                    | Alanyaspor                           | 2023.11.21-én Fehéroroszország ellen | 2.000.000 €  |
| KP                                   | Donat Rrudhani                       | 1999. május 2. (24 évesen)           | 11                                   | 2                                    | FC Lausanne                          | 2024.03.22-én Örményország ellen     | 400.000 €    |
| KP                                   | Florent Muslija                      | 1998. július 6. (25 évesen)          | 24                                   | 1                                    | SC Freiburg                          | 2024.03.22-én Örményország ellen     | 2.500.000 €  |
| KP                                   | Florian Loshaj                       | 1996. augusztus 13. (27 évesen)      | 23                                   | 0                                    | İstanbulspor                         | 2024.03.22-én Örményország ellen     | 650.000 €    |
| KP                                   | Blendi Idrizi                        | 1998. május 2. (25 évesen)           | 7                                    | 0                                    | Schalke 04                           | 2024.03.22-én Örményország ellen     | 500.000 €    |
| KP                                   | Valon Berisha                        | 1993. február 7. (31 évesen)         | 41                                   | 4                                    | LASK Linz                            | 2024.03.22-én Örményország ellen     | 1.000.000 €  |
| KP                                   | Bersant Celina                       | 1996. szeptember 9. (27 évesen)      | 35                                   | 1                                    | AIK                                  | 2023.06.19-én Fehéroroszország ellen | 1.800.000 €  |
| KP                                   | Milot Rashica                        | 1996. június 28. (27 évesen)         | 54                                   | 12                                   | Beşiktaş                             | 2024.03.22-én Örményország ellen     | 7.500.000 €  |
| KP                                   | Edon Zhegrova                        | 1999. március 31. (24 évesen)        | 35                                   | 4                                    | Lille                                | 2024.03.22-én Örményország ellen     | 15.000.000 € |
| KP                                   | Drilon Hazrollaj                     | 2004. február 19. (20 évesen)        | 0                                    | 0                                    | FC Malisheva                         | —                                    | 400.000 €    |
| KP                                   | Albion Rrahmani                      | 2000. augusztus 31. (23 évesen)      | 3                                    | 0                                    | Rapid București                      | 2024.03.22-én Örményország ellen     | 1.400.000 €  |
| KP                                   | Lindon Emërllahu                     | 2002. december 7. (21 évesen)        | 2                                    | 0                                    | FC Ballkani                          | 2022.11.19-én Feröer ellen           | 550.000 €    |
| CS                                   | Elbasan Rashani                      | 1993. május 9. (30 évesen)           | 25                                   | 4                                    | Clermont                             | 2023.11.21-én Fehéroroszország ellen | 1.800.000 €  |
| CS                                   | Zymer Bytyqi                         | 1996. szeptember 11. (27 évesen)     | 21                                   | 1                                    | Antalyaspor                          | 2024.03.22-én Örményország ellen     | 3.000.000 €  |
| CS                                   | Vedat Muriqi                         | 1994. április 24. (29 évesen)        | 52                                   | 26                                   | RCD Mallorca                         | 2024.03.22-én Örményország ellen     | 15.000.000 € |
| Játékosok értéke összesen:           | Játékosok értéke összesen:           | Játékosok értéke összesen:           | Játékosok értéke összesen:           | Játékosok értéke összesen:           | Játékosok értéke összesen:           | Játékosok értéke összesen:           | 88.625.000 € |
| A keret átlagéletkora:               | A keret átlagéletkora:               | A keret átlagéletkora:               | A keret átlagéletkora:               | A keret átlagéletkora:               | A keret átlagéletkora:               | A keret átlagéletkora:               | 27,2 év      |
| A keret átlag válogatottságok száma: | A keret átlag válogatottságok száma: | A keret átlag válogatottságok száma: | A keret átlag válogatottságok száma: | A keret átlag válogatottságok száma: | A keret átlag válogatottságok száma: | A keret átlag válogatottságok száma: | 24,8         |
| Szövetségi kapitány: Franco Fonda    |                                      |                                      |                                      |                                      |                                      |                                      |              |

## Helyszín
A találkozó Budapesten, a Puskás Arénában került megrendezésre. A Magyar Labdarúgó-szövetség (MLSZ) tájékoztatása szerint telt házra lehet számítani a mérkőzésen.

## Játékvezető
A találkozó játékvezetője a 43 éves román Ovidiu Hațegan volt, aki 2006 óta bíráskodik a román élvonalban. Az aradi születésű játékvezető 2008 óta FIFA játékvezető-kerettag.
A játékvezető munkáját partjelzőként a szintén román Mircea Grigoriu valamint Radu Ghinguleac, míg negyedik játékvezetőként Andrei Chivulete segítette. Hațegan vezetett már mérkőzést a magyar válogatottnak, mégpedig 2019-ben a Wales–Magyarország Európa-bajnoki selejtezőt, amelyet 2–0-ra a walesiek nyertek meg. A Transfermarkt statisztikái alapján a 2023–2024-es szezonban két Konferencia Liga csoportmérkőzésen bíráskodott (FC Lugano–Club Brugge 1–3 és Ludogorets–Nordsjaelland 1–0).

## A mérkőzés
| 2024. március 26. 19:00 |

| Magyarország                | 2 – 0               | Koszovó                                                              |
| --------------------------- | ------------------- | -------------------------------------------------------------------- |
| Szoboszlai 58' Nagy Zs. 86' | (0 – 0) Jegyzőkönyv | 74' Am. Rrahmani 79' Aliti 82' Berisha 87' Hadergjonaj 90+1' Vojvoda |

| Puskás Aréna, Budapest Nézőszám: 56 000 Játékvezető: Ovidiu Hațegan (román) |

### Az összeállítások
| Magyarország | Koszovó |

| Asszisztensek: Mircea Mihail Grigoriu (partvonal) Radu Ghinguleac (partvonal) | Negyedik játékvezető: Andrei Chivulete VAR videóbíró: Cătălin Popa |

## Statisztikák
A mérkőzés statisztikái
| Magyarország |                        | Koszovó  |
| ------------ | ---------------------- | -------- |
| 44%          | Labdabirtoklás         | 56%      |
| 2            | Gól                    | 0        |
| 3            | Szöglet                | 5        |
| 2            | Les                    | 2        |
| 38 (49%)     | Támadások száma        | 39 (51%) |
| 9 (24%)      | Lövési kísérlet        | 11 (28%) |
| 4            | Kaput eltalált lövés   | 0        |
| 3            | Kaput nem talált lövés | 4        |
| 7            | Blokkolt lövés         | 2        |
| 0            | Kapus védés            | 2        |
| 0            | Kapufa                 | 0        |
| 441          | Összes passz           | 509      |
| 373          | Sikeres passz          | 445      |
| 84%          | Passz hatékonyság      | 87%      |
| 8            | Szabálytalanságok      | 13       |
| 0            | Sárga lap              | 5        |
| 0            | Piros lap              | 0        |

## Örökmérleg a mérkőzés után
| Sorszám | Időpont     | Helyszín | Eredmény  | Kiírás       |
| ------- | ----------- | -------- | --------- | ------------ |
| 1/988   | 2024.03.26. | Budapest | 2–0 (0–0) | felkészülési |

| M | Gy | D | V | G+ | G– | Gk | %      |
| - | -- | - | - | -- | -- | -- | ------ |
| 1 | 1  | 0 | 0 | 2  | 0  | +2 | 100,00 |

Források: 
Jelölések
- Az eredmények magyar szempontból értendők.
- Tétmérkőzés